# Jeju-opstand

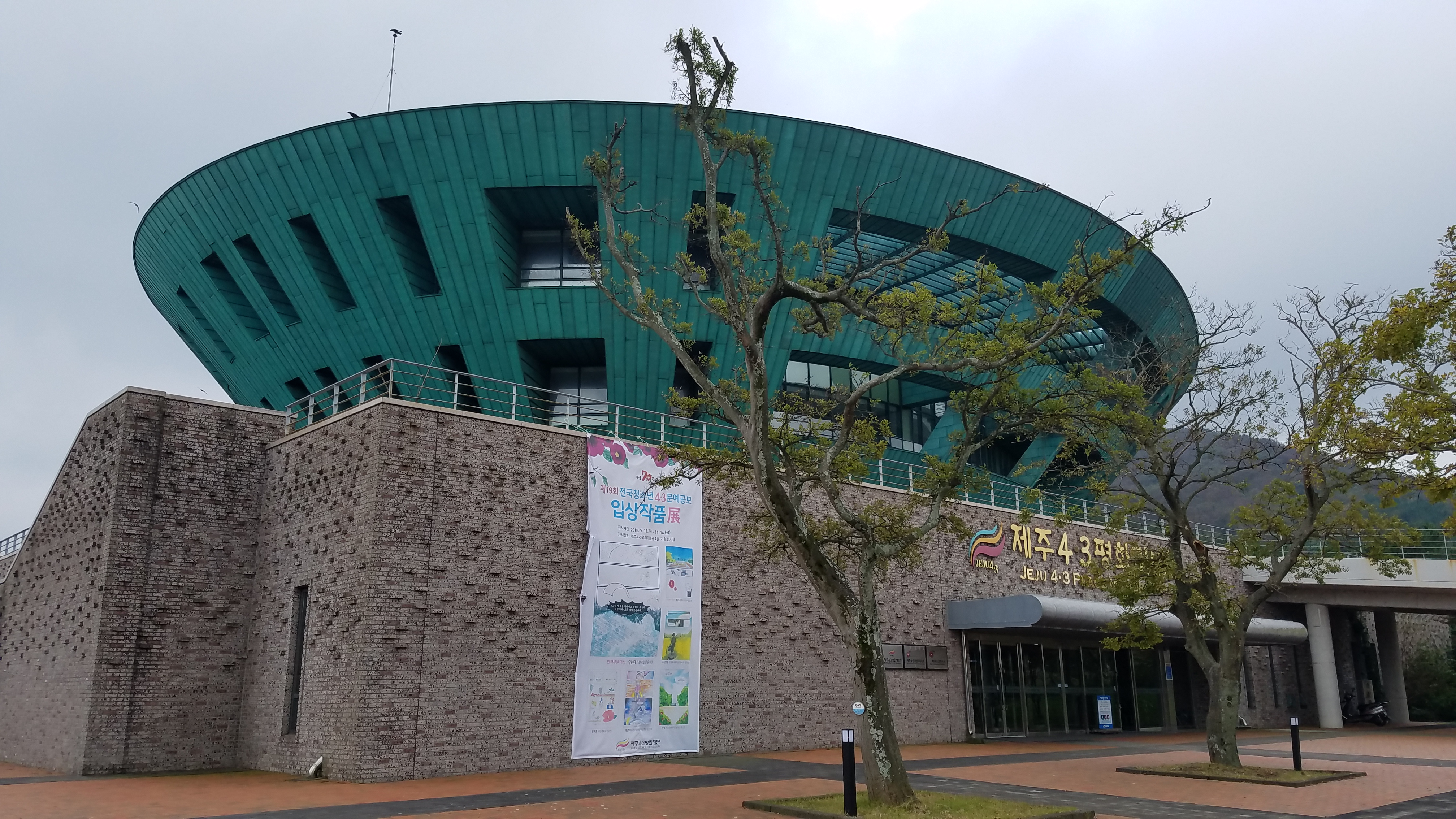
Jeju 4.3 Peace Park Museum

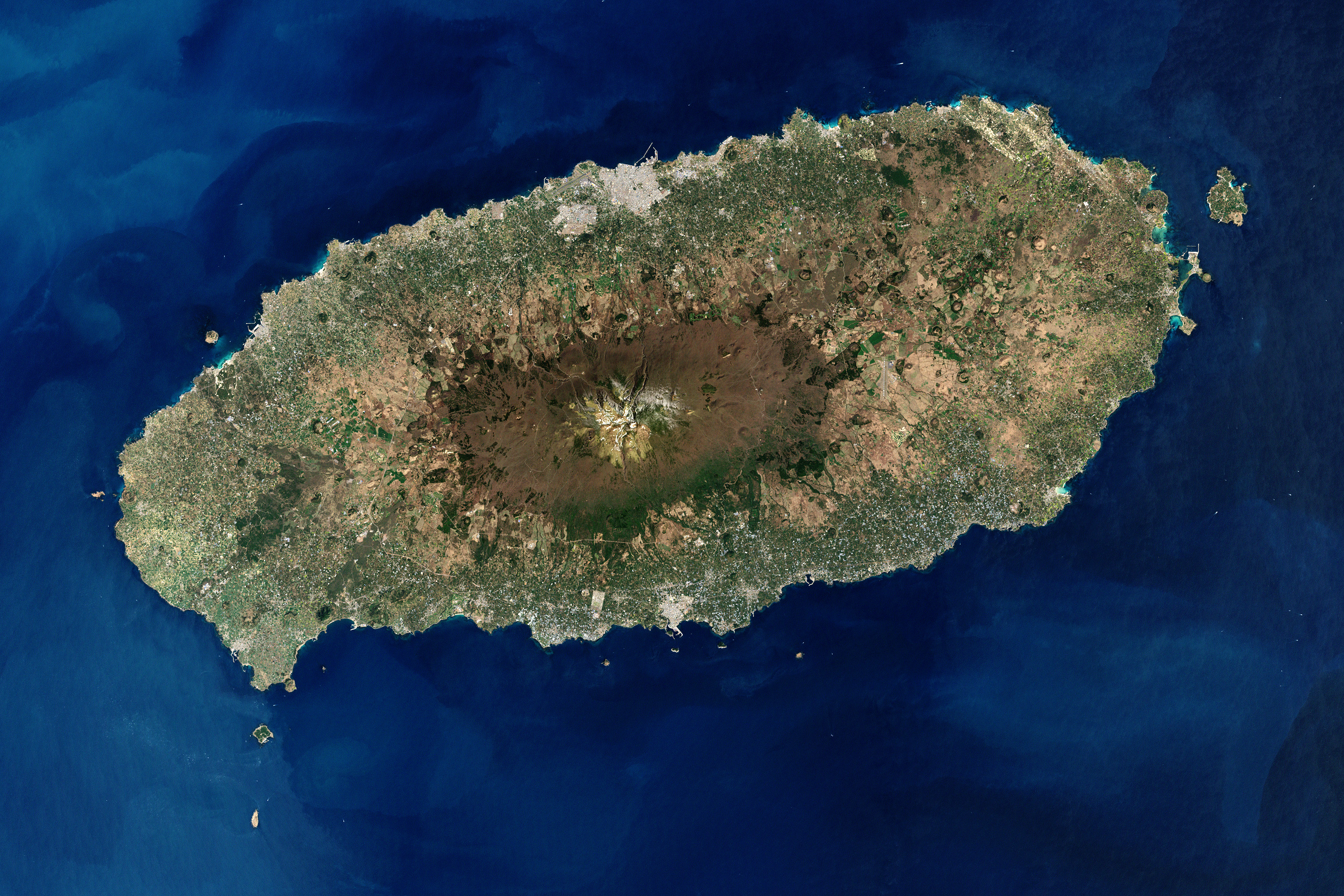
Jeju eiland

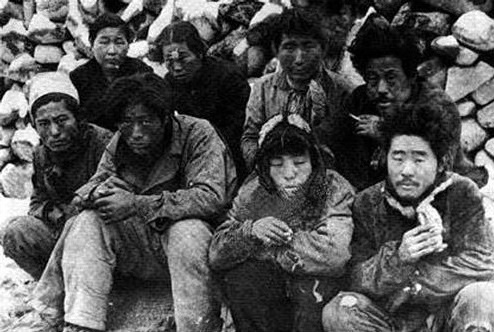
Bewoners van Jeju wachten op hun executie

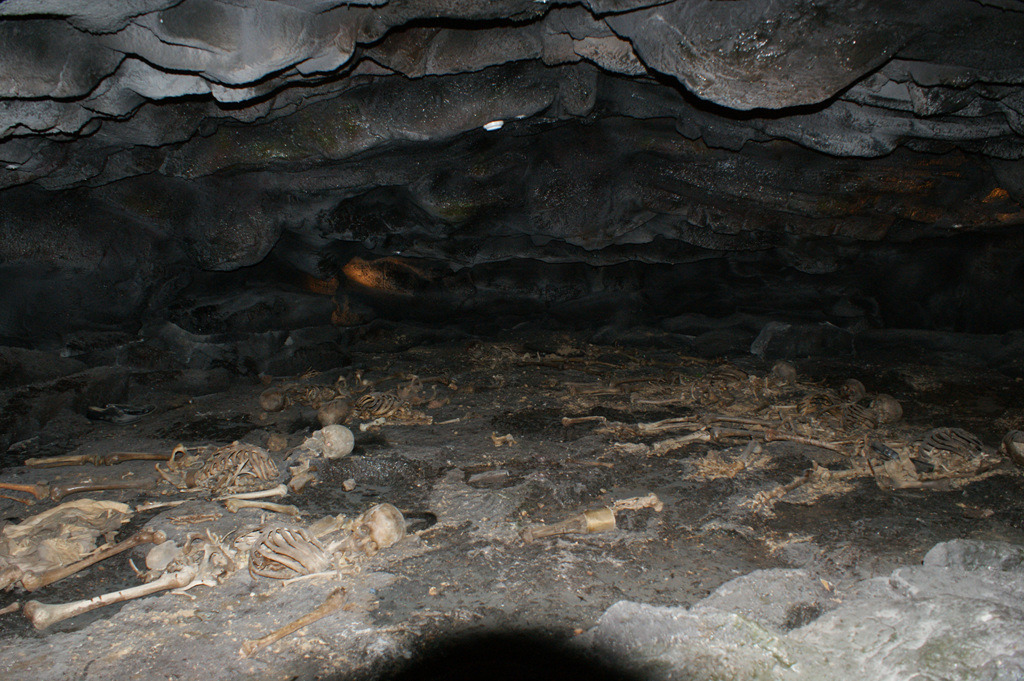
Grot met slachtoffers van de opstand (reconstructie)

De Jeju-opstand vond plaats van 3 april 1948 tot 21 september 1954 op het Zuid-Koreaanse eiland Jeju. De opstand werd met veel geweld neergeslagen waarbij naar schatting zo’n 30.000 mensen omkwamen. De regering heeft lange tijd de opstand stilgezwegen, maar met de komst van meer democratische presidenten is het verloop van de opstand en het harde optreden van de opstand onderzocht en zijn excuses aangeboden.

## Context
Na de Japanse overgave waren Amerikaanse soldaten naar het Koreaans schiereiland gekomen. Boven de 38e breedtegraad was het Sovjetleger aanwezig en ten zuiden ervan de Amerikanen. Zij namen de wapens van de Japanse soldaten in en zorgden voor een tijdelijk bestuur tot het moment een nieuwe regering kon worden gevormd. In het noorden waren de communisten, met hulp van de Sovjet-Unie, snel aan de macht gekomen en in het zuiden was de politieke situatie zeer fluïde waarbij alle partijen, zowel van linkse als rechtse signatuur, vooralsnog een kans kregen.

## Aanleiding
Op 1 maart 1947 werd in heel Korea de opstand van 1 maart 1919 herdacht. In 1919 was dit een belangrijke protestbeweging van het Koreaanse volk om onafhankelijk te worden van het Keizerrijk Japan. In Jeju kwamen veel mensen bijeen om dit te herdenken. Tegen het einde van de bijeenkomst trokken de mensen weg, maar een kind kwam onder de hoeven van een politieagent te paard. De agent deed niets om het gewonde kind te helpen en haalde hiermee de woede van de omstanders op zich. De agent vluchtte naar een politiepost waarna andere agenten op de menigte begonnen te schieten met zes doden en acht gewonden tot gevolg. In de weken erna werden de organisatoren van de herdenkingsdienst van 1 maart gearresteerd.
Park Gyeong-hun, een door de Amerikanen benoemde gouverneur van het eiland, trad af en Yu Hae-jin nam op 10 april 1947 zijn positie over. Yu stond een harde aanpak voor en haalde mensen van het vasteland naar het eiland om als extreemrechtse paramilitaire eenheden, bekend als Northwest Youth League en Korean National Youth Association, te opereren. Het Amerikaanse leger, onder bevel van USAMGIK, benoemde het eiland een "rood bolwerk" waar communisten de boventoon voerden en de arrestaties namen toe.

## Escalatie
Het verzet tegen de repressie door de politie en de angst voor Amerikaanse overheersing op het eiland leidde tot een opstand van linkse rebellen. Op 3 april 1948 vielen ze over het hele eiland politieposten en faciliteiten van de Northwest Youth League aan. Er volgde gesprekken en een overeenkomst werd bereikt russen de rebellen en de autoriteiten onder leiding van kolonel Kim Ik-ryeol. Op 28 april 1948 was een overeenkomst getekend en de volgende 72 uur zou de rust worden hersteld, de rebellen leverden de wapens in ruil voor garanties voor hun veiligheid. Dit bestand werd bijna direct geschonden met name door leden van de paramilitaire organisatie. Kim werd ontslagen en Park Jin-gyeong nam zijn positie over vanaf 6 mei 1948. Hij was de man van de harde aanpak. De politie en het leger namen wraak met veel geweld. Park zelf werd vermoord door zijn ondergeschikten, die zich verzetten tegen de wrede en willekeurige militaire operatie.
Op 15 augustus 1948 werd Zuid-Korea een onafhankelijk land met Rhee als eerste president. Rhee was een fel anticommunist en zag de opstand op Jeju als een bedreiging. Song Yo-cha werd benoemd tot legercommandant en hij kreeg de opdracht de rust op het eiland te herstellen. Op 17 oktober 1948 begon hij zijn actie. Om de opstandelingen in het bergachtige binnenland te isoleren, werden alle dorpen op meer dan vijf kilometer van de kust met de grond gelijk gemaakt. Op 17 november werd de staat van beleg afgekondigd.
Volgens officiële Zuid-Koreaanse cijfers werden tussen april 1948 en mei 1949 zo’n 270 van de in totaal 400 dorpen op het eiland weggevaagd. Na deze acties werden de aanvallen over en weer minder, in 1952 waren er waarschijnlijk niet meer dan 68 rebellen en op 21 september 1954 werden de laatste restrictieve maatregelen op het eiland beëindig. Meer dan 27.000 mensen kwamen om, voornamelijk burgers, maar de schattingen over de slachtoffers lopen sterk uiteen.

## Onderzoek en excuses
Tijdens de dictatuur van Rhee werden alle activiteiten tegen of schandelijke klachten over het leger of politie, die tegen de communisten vochten, beschouwd als handelingen die de vijand ten goede komen.  Dit werd zwaar gestraft. Rhee werd afgezet in 1960 maar andere militaire leiders met dictatoriale trekken kwamen aan de macht. Tot het einde van de jaren tachtig deed de overheid alles om de gebeurtenissen te verzwijgen. De nabestaanden mochten niet naar het vasteland van Korea om te werken en herdenkingsevenementen waren ten strengste verboden.
Met de democratisering van Zuid-Korea kwam het stilzwijgen van de gebeurtenissen voorzichtig tot een einde. In 1999 stelde president Kim Dae-jung een Waarheids- en Verzoeningscommissie in. In oktober 2003 bood Roh Moo-hyun als eerste Zuid-Koreaanse president formeel zijn excuses aan voor de meedogenloze onderdrukking van de opstand. Op 3 april 2006 was hij eveneens de eerste president die de herdenkingsbijeenkomst in Jeju heeft bijgewoond. In maart 2009 onthulde de commissie dat ten minste 20.000 mensen bij de opstand zijn omgekomen. De meest gewelddadige periode was van 11 oktober 1948 tot 1 maart 1949 met bijna 10.000 bevestigde doden.
In 2019 sprak een rechtbank in Jeju 18 overlevenden vrij. Volgens de rechtbank waren deze mensen ten onrechte beschuldigd, aangeklaagd en veroordeeld van hun aandeel in de opstand. Op 3 april 2019 boden de Zuid-Koreaanse politie en het ministerie van Defensie voor het eerst hun excuses aan voor de bloedbaden.

## Monument
Het Jeju 4·3 Peace Park werd geopend in maart 2008. Het streeft de slachtoffers te eren, het publiek te informeren over de gebeurtenissen en het onderzoek voort te zetten naar de invloed van het bloedbad op de eilandbewoners. In het park is een altaar en een museum.
Elk jaar op 3 april verzamelen ongeveer 10.000 Jeju-bewoners zich voor dit altaar om hun dierbaren te eren, terwijl lokale en centrale overheidsfunctionarissen hun respect tonen en rouwen naast degenen die het meest direct worden getroffen door de acties van de regering.

## Naslagwerk
- (en)  Kim, Hun Joon The Massacres at Mt. Halla, Cornell University Press,  Ithaca and London (2014) ISBN 978-0801452390